# Dallas-Chip

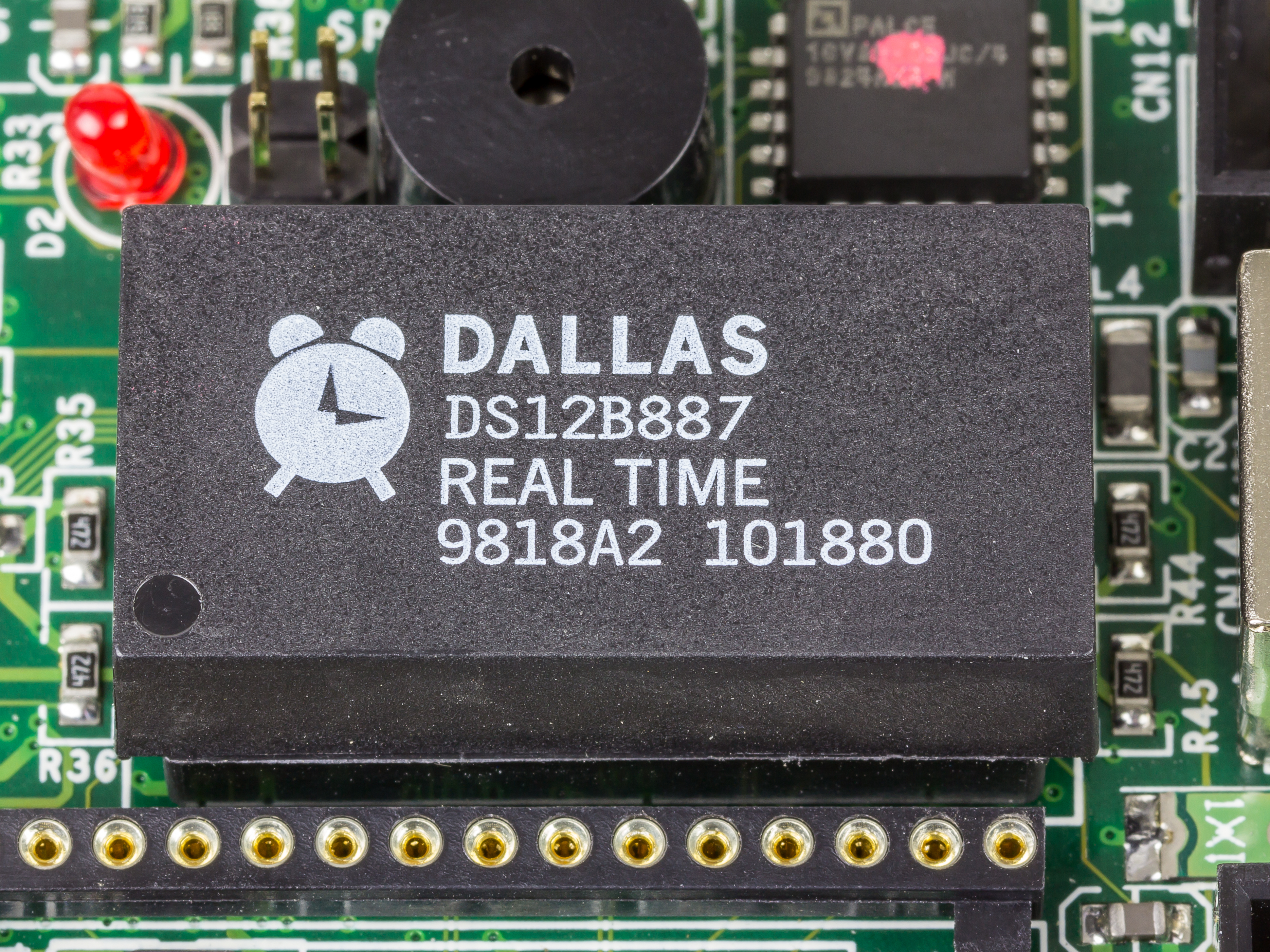
DS12B887 RTC auf einer PC-Leiterplatte

Dallas-Chip ist eine umgangssprachliche Bezeichnung für eine Typenfamilie batteriegepufferter Uhrenbausteine (RTC für englisch Real Time Clock) in Computersystemen, benannt nach seinem US-amerikanischen Hersteller, der ehemaligen Dallas Semiconductor Corp. (Dallas, Texas), heute eine Tochterfirma von Maxim Integrated (San Jose, Kalifornien). Andere Hersteller lieferten kompatible Nachbauten, wie z. B. die ODIN 12C887.
Diese Art von Echtzeituhr wird heute nur noch selten verwendet.
Es handelt sich dabei um einen Uhrenbaustein mit im Gehäuse integrierter Batterie. Diese sorgt dafür, dass die Uhr weiterläuft, während der Rechner ausgeschaltet ist. Zusätzlich besitzt der Dallas-Chip ein RAM, das bei der Anwendung in Computern die Einstellungen des BIOS enthält und ebenfalls von dieser Batterie versorgt wird, siehe auch CMOS-RAM.
Ist diese Batterie leer, muss man den kompletten Chip ersetzen, falls er noch erhältlich ist. Wenn er nicht gesockelt ist, muss er dazu aus- und wieder eingelötet werden – mit dem damit einhergehendem Risiko einer Beschädigung des Chips oder auch der Hauptplatine.
Statt den Baustein zu ersetzen, kann – als Lösung auf Do-it-yourself-Ebene – auch versucht werden, ihn zu „retten“, indem man das Chip-Gehäuse öffnet, die verbrauchte Batterie vom Chip trennt und eine neue anlötet.
Bedingt durch den Produktlebenszyklus ist, wie bei den meisten IC-Typen, die Produktlebensdauer beschränkt, was dazu führt, dass viele Typen nicht mehr lieferbar sind, wenn das Ende der Batterielebensdauer (Größenordnung 10 Jahre) erreicht ist.